# Tatort
Tatort (em português: Cena do Crime) é uma série de televisão policial alemã que está em exibição contínua desde 1970 até a atualidade no canal público de televisão Das Erste. A série é uma coleção de diferentes histórias policiais em que variadas equipes de investigação resolvem crimes em suas respectivas cidades. A singularidade na arquitetura, nos costumes e nos dialetos das cidades é uma parte distinta da série e, muitas vezes, a cidade é a verdadeira protagonista de um episódio, e não a polícia. O conceito de estações locais produzindo apenas alguns programas por ano também permitiu que os episódios fossem mais longos — com noventa minutos de duração — e mais desenvolvidos psicologicamente do que a maioria dos dramas semanais de televisão.
O primeiro episódio foi transmitido em 29 de novembro de 1970. Os episódios são transmitidos no canal principal da ARD, Das Erste nas noites de domingo, cerca de três vezes por mês. Episódios são frequentemente reprisados por várias emissoras regionais da ARD e em emissoras estrangeiras. Juntamente com as emissoras membros da ARD, a empresa pública de radiodifusão austríaca Österreichischer Rundfunk juntou-se ao grupo da produção em 1971, e exibe o programa em seu canal ORF 2. A emissora Schweizer Fernsehen da Suíça fez parte do grupo de 1990 a 2001, retornando em 2011, e exibe seus episódios por meio do canal SRF 1.
A série de televisão Polizeiruf 110, produzida pela Deutscher Fernsehfunk, emissora estatal da Alemanha Oriental, era inicialmente uma versão de Tatort, que na época era transmitida apenas na Alemanha Ocidental. Porém, mesmo após a Reunificação da Alemanha, a série continuou a ser exibida pela ARD, compartilhando o horário nobre das noites de domingo com Tatort.

## Enredo
A série acompanha a rotina de vários grupos de detetives, inspetores e membros da polícia alemã encarregados de solucionar diferentes crimes ao redor do país. Os diferentes dialetos, costumes e arquitetura das cidades também são uma parte importante do enredo.

## História
Gunther Witte, dramaturgo da emissora WDR, desenvolveu a série contra uma resistência inicial do canal, pois na época o gênero de investigação policial não era tão comum em séries televisivas, principalmente na Alemanha. Witte e seus sucessores garantiram que um ou dois detetives fossem os protagonistas de cada episódio, com cada caso sendo apresentado por suas próprias perspectivas pessoais. Além disso, eixos temáticos relacionados às suas vidas privadas também são abordados em conjunto com o enredo principal de cada episódio.
Em janeiro de 2008, uma série de dramas de rádio com produção semelhante, ARD Radio Tatort, foi lançada. Os novos episódios são transmitidos mensalmente por estações de rádio regionais, mas não ao mesmo tempo. Em 2012, mais de cem mil pessoas participaram do primeiro e único jogo online relacionado à série, Der Wald steht schwarz und schweiget.
Em janeiro de 2014, Tatort foi premiada na 50.ª edição do Grimme-Preis (Prêmios Grimme), uma das maiores e mais prestigiadas premiações da televisão alemã.

## Exibição
A série é exibida aos domingos, às 20:15 na Alemanha e na Áustria e 20:05 na Suíça. Cerca de trinta episódios são produzidos por ano. Em maio de 2018, 1055 episódios haviam sido exibidos, e mais treze apenas na Áustria. O milésimo episódio foi exibido em 13 de novembro de 2016.
A sequência de abertura de cada episódio permaneceu essencialmente a mesma ao longo das décadas, exceto por pequenas mudanças. Klaus Doldinger compôs a música-tema.